# HTC P6500
De HTC P6500 is een smartphone die geproduceerd is door HTC uit Taiwan. Het toestel is eind 2007 uitgebracht. Het heeft een 3,0 megapixel-camera aan boord en heeft ook een interne gps-ontvanger. Het toestel draait op Windows Mobile 6 Professional.

## Specificaties
De volgende specificaties zijn afkomstig van de website van de fabrikant:
- Schermgrootte: 3,5"
- Schermresolutie: 240x320
- Camera: 3,0 megapixel
- Geheugen: 256 MB ROM, 128 MB RAM
- Processor: Qualcomm MSM7200 (400 MHz)
- Grootte: 137,4 x 72,9 x 20,5 mm
- Gewicht: 220 gram
- Netwerken: GSM, GPRS, EDGE, HSDPA, gps
- Connectiviteit: Bluetooth, wifi, HTC ExtUSB
- Batterijsterkte: 1500 mAh
- Batterijtype: Lithium-ion polymeer
- Besturingssysteem: Windows Mobile 6 Professional